# Hajdúnánás
Hajdúnánás is een plaats (város) en gemeente in het Hongaarse comitaat Hajdú-Bihar. Hajdúnánás telt 17 892 inwoners (2007).